# عندما يفعل أربعة الشيء نفسه
عندما يفعل أربعة الشيء نفسه (بالإنجليزية: When Four Do the Same)‏ هو فيلم أبيض وأسود درامي كوميدي ألماني صامت إنتاج عام 1917 أخرجه إرنست لوبيتش وبطولة أوسي أوزوالدا وأميل جانينجز ومارغريت كوبفر. تسرد الفيلم قصة موظف في متجر كتب يقع في حب فتاة. كان الفيلم عملاً انتقاليًا رئيسيًا في مسيرة لوبيتش المهنية، حيث بدأ في إنتاج أفلام بعمق أكبر من أفلامه الكوميدية الخفيفة المبكرة.
تم تصوير الفيلم في استوديوهات تمبلهوف في برلين. تم عرضه لأول مرة في برلين في 16 نوفمبر 1917 في مسرح الاتحاد في نوليندورفبلاتز وفي يو كورفورستيندام.